# سعاد خليل إسماعيل
سعاد خليل إسماعيل البستاني(1928-1995) ، هي مؤلفة وباحثة وأستاذة جامعية، وأول من شغلت منصب وزيرة لوزارة التعليم العالي والبحث العلمي في العراق في الفترة 1970-1972. ولدت في بغداد عام 1347 هـ/ 1928، وبعد أن أنهت دراستها الأولية في العراق التحقت بالجامعة الأميركية في بيروت، وتخصصت في قسم التربية وعلم النفس ونالت شهادة بكالوريوس وعادت إلى بغداد، وعينت مدرسة في إحدى المدارس الثانوية. تزوجت من الطبيب داود سلمان علي (رئيس الجامعة المستنصرية عام 1963، وعميد كلية الطب، ورئيس الدائرة العلمية بعد ذلك في وزارة التعليم العالي والبحث العلمي).
كان والدها خليل إسماعيل البستاني وزيراً في عهد المملكة العراقية، من أسرة عراقية من طيء، موصلية الأصل، أنجبت هذه الأسرة عدة شخصيات سياسية وأجتماعية مثل عبد القادر إسماعيل البستاني، وبشرى البستاني، ونضال بستاني، ولهم صلة مصاهرة مع أسرتي ساطع الحصري، ورشيد عالي الكيلاني.

## أهم الأعمال والمناصب
- سافرت إلى الولايات المتحدة الأميركية ضمن بعثة علمية لوزارة المعارف، وحصلت على شهادة الدكتوراه من جامعة كاليفورنيا في التربية، وعندما عادت إلى العراق اشتغلت مدرّسة في كلية الملكة عالية عام 1957، والتي سميت بعد انقلاب أو حركة 14 تموز 1958 بكلية التحرير ثم كلية البنات ثم شغلت منصب العميدة لهذه الكلية للسنوات 1963-1966.
- في سنة 1967 اختيرت مديرة لمركز البحوث النفسية والتربوية في جامعة بغداد، وقد أسهمت إسهاماً فاعلا في تطوير هذا المركز الحيوي.
- وفي 12 كانون الثاني 1970 نشرت جريدة الوقائع العراقية في عددها المرقم 1828 المرسوم الجمهوري لمجلس قيادة الثورة بتعيينها في منصب وزيرة لوزارة التعليم العالي والبحث العلمي في العراق.
- في 14 آيار سنة 1972 صدر مرسوم جمهوري بإعفائها من منصبها كوزيرة للتعليم العالي والبحث العلمي.[8]

## أهم منجزاتها
لها عدة بحوث ودراسات باللغة العربية والإنجليزية ما زالت مخطوطة ولم تنشر، ومن أهم مؤلفاتها المطبوعة:
- سياسات التعليم في المشرق العربي - طبع في منتدى الفكر العربي في عمان في الأردن.
- كتاب (دراسات في التعليم الطبي) بالمشاركة.
- دراسة استطلاعية أولية لأنماط معاملة الهيئة التدريسية.
- التحليل الإحصائي لفقرات اختبار القدرة على القراءة الصامتة للصف السادس.
- تقييم الكتب المدرسية في المرحلة الابتدائية.

## وفاتها
توفيت الدكتورة سعاد في ولاية فلوريدا بالولايات المتحدة عام 1416هـ/ 1995.